# Vardamir
Vardamir, que significa «joya de Varda» o «joya exaltada» en quenya, es un personaje ficticio que pertenece al legendarium creado por el escritor británico J. R. R. Tolkien. Es un dúnadan, primogénito del rey Elros de Númenor. Nació en el año 61 de la Segunda Edad del Sol.
Sus hijos fueron Amandil, Vardilmë, Aulendil y Nolondil. Cedió directamente el cetro a su primogénito, que reinó como Tar-Amandil, tras la muerte de su padre, aunque en los Registros de los Reyes apareció como rey durante un año. A partir de entonces se hizo costumbre entre los reyes númenóreanos ceder el cetro a su heredero años antes de morir. Vardamir murió en el año 471 S. E.
Se le dio también el nombre de Nólimon («el Sabio») porque amaba las enseñanzas y las historias antiguas de Elfos y Edain.